# Les Misérables (musical)
Les Misérables, Les Mis of Les Miz is een musical uit 1985 die is gebaseerd op het gelijknamige boek van Victor Hugo uit 1862. In 1980 werd de roman door Claude-Michel Schönberg en Alain Boublil bewerkt tot een Franse musical. Vijf jaar later werd een Engelse vertaling gemaakt. In 1991 vertaalde Seth Gaaikema de musical in het Nederlands. In 2019 vierde de musical zijn 35e verjaardag. Op 13 juli 2019 sloot de originele West End-productie en werd op 16 januari 2020 vervangen door een nieuwe productie.
Bekende nummers van deze musical, die een Tony Award voor beste musical won, zijn: "I Dreamed a Dream", "One Day More", "A Heart Full of Love", "Stars", "Bring Him Home", "Do You Hear the People Sing?", "Master of the House" en "On My Own".
In 2012 verscheen de gelijknamige filmversie van de musical.

## Korte beschrijving van de verhaallijn en de personages
De personages in de musical hebben te maken met vele misstanden in Frankrijk. Ze willen signalen aan het volk geven om te gaan strijden en een revolutie te beginnen. De hoofdpersoon uit de musical, Jean Valjean, heeft vijf jaar in de gevangenis gezeten voor het stelen van een stuk brood, en nog veertien jaar voor vluchtpogingen. Hij komt voorwaardelijk vrij, maar door het aannemen van een nieuwe identiteit overtreedt hij de voorwaarden. De politie-inspecteur Javert komt achter Valjeans nieuwe identiteit en raakt geobsedeerd om hem te vinden. Fantine, een alleenstaande moeder, komt terecht in de prostitutie om haar dochter Cosette te helpen. De Thénardiers, onbetrouwbare herbergiers bij wie Cosette totaal verwaarloosd wordt, hebben Cosette in huis genomen. Hun echte dochter, Éponine, wordt in alles verwend en voorgetrokken. Na het overlijden van Fantine wordt Cosette geadopteerd door Jean Valjean. Cosette wordt later verliefd op Marius Pontmercy, een van de studentenopstandelingen. Éponine wordt later, net als Cosette, verliefd op Marius. Marius is echter al verliefd op Cosette. Studentenleider Enjolras plant samen met de studenten een revolutie (de Parijse Juni-opstand van 1832) om daarmee de armen te helpen. Gavroche is een straatkind dat de studenten helpt met hun plan. Verder bestaat het ensemble uit prostituees, studentenopstandelingen, fabrieksarbeiders en vele anderen.

## Achtergrondinformatie
Cameron Mackintosh kreeg in 1982, zes maanden nadat hij de musical Cats op de planken zette, van regisseur Peter Ferago de muziek van de Franse versie van Les Misérables te horen. Ferago was verkocht toen hij de muziek hoorde en vroeg aan Mackintosh of hij een Engelse versie wilde produceren. Mackintosh had hier in het begin zijn twijfels over. Uiteindelijk besloot hij toch om een productie te starten. De journalist en dichter James Fenton zou in eerste instantie de Engelse liedteksten schrijven. Vervolgens kreeg Herbert Kretzmer de eer om dit te doen. Alain Boublil had de Franse liedteksten geschreven. Een deel van zijn werk heeft Kretzmer "ruw vertaald", een ander deel is strikt overgenomen vanuit het Frans naar het Engels. Ook zijn er extra liederen geschreven voor de Engelse versie, door zowel Kretzmer als Trevor Nunn. Trevor Nunn en John Caird kregen de regie in handen. De Royal Shakespeare Company zorgde ervoor dat de musical op de planken kwam. Roger Allam en Alun Armstrong, werknemers van dit bedrijf, werkten mee aan dit hele gebeuren. Op 8 oktober 1985 vond de première van de musical plaats in het Barbican Centre in Londen. Later verhuisde de productie naar het eveneens in Londen gelegen Palace Theatre. Nog later naar het Londense Queen's Theatre, waar de musical nog steeds draait. De meningen van recensenten over de musical liepen uiteen. Sommige literair geleerden vonden het prachtig om een stuk van de Franse literatuur te zien, anderen vonden de musical te zwaar. Al met al is de musical onder het publiek een groot succes.

## Inhoudsbeschrijving
Acte I
1815, Digne
Jean Valjean is, na vijf jaar dwangarbeid wegens het stelen van een brood, en nog veertien jaar voor vluchtpogingen, voorwaardelijk vrijgelaten. Hij merkt dat zijn gele vrijheidsbrief, die hij bij wet verplicht is te tonen, hem veroordeelt tot het leven van een paria. Alleen de vrome Bisschop Myriel van Digne behandelt hem vriendelijk. Valjean, verbitterd door jaren van ontbering, "beloont" de goedheid van de bisschop door het stelen van diens zilveren bestek. Valjean wordt gearresteerd en teruggebracht door de politie. Hij is verbijsterd als de bisschop, om hem te redden, liegt tegen de politie en hem bovendien nog twee waardevolle kandelaars schenkt. (Omlaag, omlaag) Jean Valjean besluit heimelijk om een nieuw leven te beginnen, in strijd met de voorwaarden van zijn vrijlating. (Wat deed ik, Heer?)
1823, Montreuil-sur-mer
Het is acht jaar later. Valjean heeft zijn vrijlatingsbrief verscheurd en zijn naam veranderd in Monsieur Madeleine. Hij heeft zich opgewerkt tot eigenaar van een fabriek en burgemeester van Montreuil. Een van zijn werknemers, Fantine, heeft in het geheim een onwettig kind. Wanneer de andere vrouwen hierachter komen, eisen ze haar ontslag. De voorman, wiens avances zij heeft afgewezen, gooit haar op straat. (Aan het eind van de dag) Fantine zingt over haar gebroken dromen en over de vader van haar dochter die haar verlaten heeft. (Mijn droom) Wanhopig op zoek naar geld om medicijnen en de verzorging van haar dochter te betalen, besluit Fantine haar medaillon en haar prachtige haarlokken te verkopen. Ze sluit zich aan bij de prostituees en verkoopt zichzelf. (Lekkere meiden) Volkomen vernederd door haar nieuwe beroep raakt ze in gevecht met een potentiële klant. Op het moment dat Javert haar gevangen wil nemen verschijnt de burgemeester. (Fantines arrestatie) Bewust van zijn eigen verantwoordelijkheid in het lot van zijn voormalige fabrieksarbeidster eist Valjean dat ze naar een ziekenhuis wordt gebracht. Kort hierna redt burgemeester Monsier Madeleine een man die bekneld is geraakt onder een gekantelde kar. Dit herinnert Javert aan de buitengewone kracht van de veroordeelde nummer 24601, Jean Valjean, een man die zijn woord brak, een man die hij jarenlang achtervolgde en die hij naar eigen zeggen, zojuist gevangen heeft genomen. Valjean wil niet dat in plaats van hem een ander in de gevangenis terechtkomt en bekent dat hij veroordeelde 24601 is. (Wie ben ik?) Tot zijn grote verbazing wordt hij echter vrijgesproken van het zich niet houden aan de voorwaarden van zijn invrijheidstelling. Hij beseft dat hem nog weinig tijd rest om Fantine te bezoeken en haast zich naar het ziekenhuis. In het ziekenhuis belooft Valjean de stervende Fantine haar dochter Cosette te vinden en voor haar te zorgen. (Kom bij mij) Op dat moment komt Javert binnen om hem te arresteren, maar Valjean slaat Javert van zich af en ontsnapt. (Man tegen man)
1823, Montfermeil
Cosette woont al vijf jaar bij de familie Thénardier die een herberg drijft. Op vreselijke wijze misbruiken ze het meisje als sloofje terwijl ze hun eigen dochter Éponine mateloos verwennen. Cosette droomt van een beter leven. (Mijn luchtkasteel) Valjean vindt Cosette als ze in het donker water aan het scheppen is uit de put. Ondertussen vieren de Thénardiers feest, nadat ze verschillende manieren hebben gevonden om hun klanten op te lichten. (Baas van het hele spul) Hij betaalt de Thénardiers om Cosette mee te mogen nemen en brengt haar naar Parijs. Javert zit hem op de hielen. (De Thénardier Wals)
1832, Parijs
Negen jaar later; het is zeer onrustig in de stad vanwege de naderende val van de populaire generaal Lamarque, de enige man in de regering die zich het lot van de armen aantrekt. (Omlaag) Het straatkind Gavroche is in zijn element tussen de prostituees en armen van de hoofdstad. Een van de straatbendes wordt geleid door Thénardier en zijn vrouw. Ze proberen Jean Valjean en Cosette te overvallen. Deze worden ontzet door Javert die Valjean niet heeft herkend totdat deze zich in veiligheid heeft gebracht. Javert staart naar de sterren en zingt over zijn obsessie om Valjean te pakken te krijgen. (Ster) Éponine, de dochter van de Thénardiers die heimelijk verliefd is op de student Marius, stemt met tegenzin in hem te helpen Cosette te vinden, op wie Marius verliefd is geworden. In de tussentijd bereidt een groep idealistische studenten zich voor op de revolutie, die ongetwijfeld zal uitbreken als generaal Lamarque sterft. (Rood zwart) Als Gavroche het nieuws van de dood van de Generaal brengt, gaan de studenten onder leiding van Enjolras de straat op om steun van het volk te krijgen. (Hoor je 't zingen op de straat?) Alleen Marius is afgeleid door zijn gedachten aan die mysterieuze Cosette. Cosette wordt verteerd door haar gevoelens voor Marius. Valjean realiseert zich dat de veranderingen zich bij zijn "dochter" snel voltrekken, maar hij weigert haar iets over haar jeugd te vertellen. (In mijn hart) Ondanks haar eigen gevoelens voor Marius brengt een bedroefde Éponine hem naar Cosette. (Mijn hart zingt voor jou) Ze voorkomt bovendien een poging van haar vaders bende om het huis van Valjean te beroven. (Poging tot inbraak) Valjean, overtuigd dat het Javert was die zich bij het huis schuilhield, zegt Cosette dat ze zich moeten voorbereiden het land te ontvluchten. (Schimmen uit het verleden) Aan de vooravond van de revolutie bekijken de studenten en Javert de situatie vanuit verschillende gezichtspunten. Cosette en Marius zijn verscheurd door wanhoop, niet wetend of zij elkaar ooit weer zullen zien. Éponine treurt over het verlies van Marius, Valjean ziet uit naar de veiligheid van de ballingschap. Ondertussen dromen de Thénardiers van een rijke, clandestiene buit als gevolg van de chaos die gaat komen. (Nog een dag)
Acte II
De studenten bereiden zich voor op een barricade bouwen. Javert geeft zich uit als rebel en biedt zich aan om de regeringstroepen te bespioneren. Als Marius ziet dat Éponine zich heeft aangesloten bij de opstand, stuurt hij haar met een brief naar Cosette met het doel beiden in veiligheid te brengen. De brief wordt door Valjean onderschept in de Rue Plumet. Eponine besluit om, ondanks wat Marius tegen haar heeft gezegd, toch naar hem terug te gaan op de barricade. (Heel alleen) De barricade is gebouwd, de revolutionairen negeren een waarschuwing van het leger dat ze zich moeten overgeven of sterven. (In naam van de vrijheid)  De kleine Gavroche ontmaskert Javert als spion van de politie. (Wij Ukkies)  In een poging om terug te keren naar de barricade, wordt Éponine neergeschoten en sterft zij in de armen van Marius. (Regen maakt de velden groen) Valjean, op zoek naar Marius, komt op de barricade en redt het leven van Enjolras. Als beloning wordt hem de kans gegeven Javert te doden, maar in plaats daarvan laat hij hem gaan. De studenten installeren zich voor een nacht op de barricade. (Drink met mij op lang voorbij) In de stilte van de nacht bidt Valjean tot God om Marius te sparen in het vreselijk gevecht dat komen gaat. (Breng hem thuis) De volgende dag, wanneer de munitie dreigt op te raken, gaat Gavroche eropuit om meer te verzamelen. Hij wordt neergeschoten. Alle rebellen worden gedood, zo ook hun leider Enjolras. (Het beslissende gevecht) Valjean vlucht met de bewusteloze Marius op zijn schouder via de riolen.
Thénardier doorkruist ook de riolen om de lijken te bestelen. (Hond eet hond) Terwijl Valjean even rust, steelt Thénardier een ring van de hand van de bewusteloze Marius. Valjean treedt nog eenmaal in het daglicht voor een confrontatie met Javert. Hij smeekt om tijd, zodat hij Marius naar het ziekenhuis kan brengen. Javert besluit om hem te laten gaan. Zijn onbuigbare principes over het recht zijn aan stukken geslagen door de barmhartigheid van Valjean. Hij doodt zichzelf door een sprong in het kolkende water van de Seine. (Javerts zelfmoord) Een aantal Parijse vrouwen heeft zich neergelegd bij de mislukte opstand en rouwen om de slachtoffers. (Cirkels) Marius rouwt om de dood van zijn vrienden. (Lege stoelen, lege tafels) Zich niet bewust van wie hem heeft gered, herstelt Marius door de goede zorgen van Cosette. (Elke dag) Valjean vertelt de waarheid over zijn verleden aan Marius. Hij staat erop weg te gaan zodra het jonge stel getrouwd is. Dat is beter dan de vroomheid en veiligheid van hun samenzijn door zijn aanwezigheid te besmetten. Op de bruiloft van Marius en Cosette (Bruiloftslied) proberen de Thénardiers Marius te chanteren. (Bedelaars op het feest) Monsieur Thénardier zegt dat Cosettes vader een moordenaar is en als bewijs laat hij een ring zien die hij gestolen heeft van het lijk in het riool op de dag dat de barricade viel. Het is Marius' eigen ring. Hij realiseert zich dat het Valjean was die hem die nacht heeft gered. Cosette en hij gaan naar Valjean waar Cosette voor het eerst in haar leven hoort over haar eigen verleden. De oude man sterft en verenigt zich met de geesten van Fantine, Éponine en al diegenen die stierven op de barricaden. (Finale)

### Songlist (versie 2008)
|                                               | First Act                    | Eerste Akte                     |                                                                                              |
|                                               | Prologue: 1815, Toulon       | Proloog: 1815, Toulon           | Instrumentaal                                                                                |
| 1                                             | Work Song                    | Omlaag, omlaag                  | Valjean, Javert & anderen                                                                    |
| 2                                             | What have I done?            | Wat deed ik, Heer?              | Valjean                                                                                      |
|                                               | 1823, Montreuil-sur-Mer      | 1823, Montreuil-sur-Mer         | Instrumentaal                                                                                |
| 3                                             | At the end of the day        | Aan het eind van de dag         | Fantine, Valjean & anderen                                                                   |
| 4                                             | I dreamed a dream            | Mijn droom                      | Fantine                                                                                      |
| 5                                             | Lovely Ladies                | Lekkere meiden                  | Fantine & anderen                                                                            |
| 6                                             | Fantine's Arrest             | Fantines arrestatie *           | Fantine, Javert & Jean Valjean                                                               |
| 7                                             | Who am I?                    | Wie ben ik?                     | Valjean                                                                                      |
| 8                                             | Come to me                   | Kom bij mij (Fantines dood)     | Fantine & Valjean                                                                            |
| 9                                             | The Confrontation            | Man tegen man *                 | Valjean & Javert                                                                             |
|                                               | 1823, Montfermeil            | 1823, Montfermeil               | Instrumentaal                                                                                |
| 10                                            | Castle on a cloud            | Mijn luchtkasteel               | Kleine Cosette                                                                               |
| 11                                            | Master of the House          | Baas van het hele spul          | Madame en monsieur Thénardier                                                                |
| 12                                            | Thénardier Waltz             | De Thénardierwals *             | Madame en monsieur Thénardier & Jean Valjean                                                 |
|                                               | 1832, Paris                  | 1832, Parijs                    | Instrumentaal                                                                                |
| 13                                            | Look Down                    | Omlaag *                        | Enjolras, Marius & anderen                                                                   |
| 14                                            | Stars                        | Ster                            | Javert                                                                                       |
| 15                                            | Red and black                | Rood zwart                      | Enjolras & Marius                                                                            |
| 16                                            | Do you hear the people sing? | Hoor je 't zingen op de straat? | Enjolras                                                                                     |
| 17                                            | In my life                   | In mijn hart *                  | Cosette & Valjean                                                                            |
| 18                                            | A heart full of love         | Mijn hart zingt voor jou        | Cosette & Marius                                                                             |
| 19                                            | Attack on Rue Plumet         | Poging tot inbraak *            | Monsieur Thénardier, Éponine, Marius, Valjean, Cosette & anderen                             |
| 20                                            | One day more                 | Nog een dag                     | Valjean, Marius, Cosette, Éponine, Enjolras, Javert, madame en monsieur Thénardier & anderen |
|                                               | Second Act                   | Tweede Akte                     |                                                                                              |
| 1                                             | On my own                    | Heel alleen                     | Éponine                                                                                      |
| 2                                             | Building the Barricade       | In naam van de vrijheid *       | Enjolras & anderen                                                                           |
| 3                                             | Little People                | Wij Ukkies *                    | Gavroche, Javert & Enjolras                                                                  |
| 4                                             | A little fall of rain        | Regen maakt de velden groen *   | Éponine & Marius                                                                             |
| 5                                             | Drink with me                | Drink met mij op lang voorbij   | Marius & anderen                                                                             |
| 6                                             | Bring him home               | Breng hem thuis                 | Valjean                                                                                      |
| 7                                             | The Final Battle             | Het Beslissende gevecht         | Enjolras & anderen                                                                           |
| 8                                             | Dog eats dog                 | Hond eet hond *                 | Monsieur Thénardier                                                                          |
| 9                                             | Javert's suicide             | Javerts zelfmoord               | Javert & Valjean                                                                             |
| 10                                            | Turning                      | Cirkels *                       | Vrouwen                                                                                      |
| 11                                            | Empty chairs at empty tables | Lege stoelen, lege tafels       | Marius                                                                                       |
| 12                                            | Every day                    | Elke dag *                      | Cosette & Marius                                                                             |
| 13                                            | Wedding chorale              | Bruiloftslied                   | Marius, madame en monsieur Thénardier & anderen                                              |
| 14                                            | Beggars at the feast         | Bedelaars op het feest          | Madame en monsieur Thénardier                                                                |
| 15                                            | Finale                       | Finale                          | Allen                                                                                        |
| * Niet op soundtrack Nederlandse musical 2008 |                              |                                 |                                                                                              |

## Personages
Zie hieronder een lijst van personages:
| Personage             | Zangstem               | Beschrijving |
| --------------------- | ---------------------- | --- |
| Jean Valjean          | tenor                  | Valjean heeft negentien jaar in de gevangenis gezeten voor het stelen van een stuk brood en vanwege vele ontsnappingspogingen. De rest van zijn leven zal hij in proeftijd blijven en moet hij overal waar hij komt een brief laten zien waarop de goedkeuring van zijn vrijlating staat. Hij overtreedt de voorwaarden van zijn proeftijd door een nieuwe identiteit aan te nemen en wordt fabriekseigenaar en later de rijke burgemeester van een kleine stad. Later adopteert hij Cosette, de dochter van Fantine. Aan het eind sterft hij en de geest van Fantine komt hem danken voor het opvoeden van haar kind. |
| Javert                | bariton of bas-bariton | Respecteert de wet boven alles. Hij is vastbesloten Valjean te achtervolgen en te laten veroordelen om op die manier voor gerechtigheid te zorgen. Hij gelooft simpelweg niet dat mensen kunnen veranderen. Als hij tot dat inzicht komt pleegt hij zelfmoord. |
| De bisschop van Digne | bas-bariton            | De bisschop geeft Valjean na zijn vrijlating een tijdje onderdak, schenkt hem een servies van zilver en spreekt hem moed in. |
| Fantine               | mezzosopraan           | Een fabrieksarbeidster die haar baan verliest omdat ze een onwettig kind heeft en dit niet getolereerd wordt. Haar dochter krijgt onderdak van de Thénardiers, in ruil voor geld, omdat ze niet in staat is om voor haar kind te zorgen. Ze voelde zich genoodzaakt de prostitutie in te gaan om de Thénardiers te kunnen blijven betalen. |
| Jonge Cosette         | mezzosopraan           | De tienjarige Cosette is de dochter van Fantine. Ze wordt als slaaf behandeld door de Thénardiers. |
| Madame Thénardier     | mezzosopraan           | De onbetrouwbare vrouw van Monsieur Thénardier. |
| Monsieur Thénardier   | bariton of tenor       | Een tweederangs dief die een herberg runt in een kleine stad. |
| Gavroche              | jongenssopraan         | Gavroche is een straatkind dat de straat goed in de gaten houdt en helpt met de revolutie. |
| Enjolras              | bariton of tenor       | Enjolras is de leider van de studentenopstand. |
| Marius Pontmercy      | tenor                  | Marius is een studentenopstandeling die goed bevriend is met Éponine, maar verliefd is op Cosette. |
| Éponine Thénardier    | mezzosopraan           | Dochter van de Thénardiers. Éponine groeit samen met Cosette op, maar wordt in tegenstelling tot haar in alles voorgetrokken. Later wordt ze verliefd op Marius. |
| Cosette               | sopraan                | Cosette, dochter van Fantine, wordt verliefd op Marius. |

## De musical in verschillende landen

### Frankrijk
De wereldpremière van de musical was in september 1980 in het Palais des Sports in Parijs. De bedoeling was om de show acht maanden te laten lopen, maar na 107 shows stopte men wegens de tegenvallende bezoekersaantallen. Gezien de korte looptijd was de musical hiermee in Frankrijk een flop te noemen.

### Verenigd Koninkrijk
In 1982 bracht Peter Ferago, een jonge regisseur, de muziek van Les Misérables onder de aandacht van producent Cameron Mackintosh. Mackintosh zag wel een markt in een nieuwe musicalproductie. Herbert Kretzmer vertaalde en bewerkte de Franse liedteksten in het Engels en voegde nieuw materiaal toe. Trevor Nunn en John Caird deden de regie en adaptatie. De geheel aangepaste musical startte op 8 oktober 1985 in het Barbican Centre in Londen. Na de openingsrun van drie maanden ging de productie over naar het Palace Theatre en ging daarna door naar het eveneens aan Londens Shaftesbury Avenue gelegen Queen's Theatre, waar de musical tot op heden wordt uitgevoerd en hiermee sinds 2006 de langst lopende musical ooit is.
De oorspronkelijke cast van de Londense productie bestond uit:
- Jean Valjean - Colm Wilkinson
- Javert - Roger Allam
- Marius - Michael Ball
- Cosette - Rebecca Caine
- Fantine - Patti LuPone
- Éponine - Frances Ruffelle
- Enjolras - David Burt
- Thénardier - Alun Armstrong
- Madame Thénardier - Sue Jane Tanner
- Gavroche - Ian Tucker

### Verenigde Staten
De première van de productie op Broadway was op 12 maart 1987. De productie werd genomineerd voor twaalf Tony Awards, waarvan er acht werden gewonnen, inclusief die voor beste musical en originele muziek. De productie liep tot 18 mei 2003. Met een totaal van 6680 opvoeringen is het de op drie na meest opgevoerde show in de geschiedenis van Broadway. Op 9 november 2006 startte een volledig nieuwe, herziene versie van de musical in het Broadhurst Theatre.
De oorspronkelijke cast van de Broadway-productie bestond uit:
- Jean Valjean - Colm Wilkinson
- Javert - Terrence Mann
- Marius - David Bryant
- Cosette - Judy Kuhn
- Fantine - Randy Graff
- Éponine - Frances Ruffelle
- Enjolras - Michael Maguire
- Thénardier - Leo Burmester
- Madame Thénardier - Jennifer But
- Gavroche - Braden Danner

### Nederland
In 1991 en 1992 werd Les Misérables voor de eerste keer opgevoerd in Nederland, in het Amsterdamse Carré en in het nieuwe Circustheater in Scheveningen. Veel Nederlandstalige acteurs maakten indertijd hun opwachting en hebben sindsdien de kans gehad om nog in vele andere musicals te mogen spelen. Vanaf 2008 werd de musical voor de tweede keer in Nederland opgevoerd, met een nieuwe generatie musicalacteurs. De try-outs begonnen op 1 april 2008. Op 20 april 2008 ging de musical in première in het Nieuwe Luxor Theater in Rotterdam. De tweede versie stond tot ongeveer het einde van 2008 op de planken en verhuisde begin 2009 naar Carré. De versies uit 2008 en uit 1991 werden geproduceerd door Joop van den Ende. Volgens een uitspraak van een van de spelers, Carlo Boszhard, was de uitvoering van 2008 "de grootste, de mooiste musical ever".
In de versie van 2008 werden nieuwe arrangementen gebruikt, gemaakt door Stephen Metcalfe. Volgens Joop van den Ende Theaterproducties zouden deze nieuwe arrangementen na optredens in Nederland in alle Les Misérables-producties over de hele wereld gebruikt worden. In 2023 werd Les Mis voor de derde keer opgevoerd in een aantal theaters door het hele land, maar ook in België.

#### Rolverdeling
| Rol                          | cast 1991-1992 (Joop van den Ende Theaterproducties) | cast 2008-2009 (Stage Entertainment) | cast 2023-2024 (De Graaf & Cornelissen Entertainment) |
| ---------------------------- | --- | --- | --- |
| Jean Valjean                 | Henk Poort | René van Kooten | Milan van Waardenburg |
| Alternate Jean Valjean       | Ronald Beerepoot, Robert Valter | Tony Neef | René van Kooten |
| Understudy Jean Valjean      | Robert Valter | Richard Spijkers, Wim Van Den Driessche | Dirk van den Brand, Yoran de Bont |
| Javert                       | Ernst Daniël Smid | Wim Van Den Driessche | Freek Bartels, Nordin De Moor |
| Understudy Javert            | Peter De Smet, Bas Groenenberg, Alberto ter Doest | Guido Gottenbos, Richard Spijkers | Yoran de Bont, Yoshua van den Broek |
| Marius                       | Danny de Munk | Jamai Loman | Michael Muyderman |
| Understudy Marius            | Dennis Kivit, Edwin de Jongh, Rolf Koster | Pieter van Nieuwenhuyze, Remko Harms | Brecht van Arnhem, Jary Sluijter |
| Cosette                      | Joke de Kruijf | Suzan Seegers | Sem Gerritsma |
| Understudy Cosette           | Margot Giselle, Marika Lansen, Delia Mayer | Manon Novak, Afra Voesenek | Pamela Kroes, Lisanne Veeneman |
| Éponine                      | Vera Mann | Céline Purcell | Vajèn van den Bosch, Ianthe Tavernier |
| Understudy Éponine           | Marika Lansen, Marjolein Spijkers, Wilma Bakker, Edith Taal | Barbara de Wit, Maudy Bremer, Tashka Cijntje* | Janne Kolpa, April van Amelsvoort |
| Fantine                      | Pia Douwes | Nurlaila Karim | Channah Hewitt |
| Understudy Fantine           | Betty Vermeulen, Maya Hakvoort, Lizzy Haslinghuis | Fanny Drenthe, Janneke van Duijnhoven | Isaura Kuyt, Pamela Kroes |
| Enjolras                     | Bill van Dijk | Freek Bartels, Dieter Troubleyn | Mark Roy Luykx |
| Understudy Enjolras          | Uwe Kröger, Rik Luycx, Alberto ter Doest | Marcel Visscher, Rutger Bulsing | Yoshua van den Broek, Sem van der Hijden |
| Thénardier                   | Paul de Leeuw, Door Van Boeckel | Carlo Boszhard | Yannick Plugers |
| Alternate Thénardier         | Bert Luttjeboer | Richard Groenendijk, Jack van Gelder | - |
| Understudy Thénardier        | Erik Milo*, Bert Luttjeboer, Arthur Schlemper, Filip Bolluyt | Gerben Grimmius, Jochem Feste Roozemond | Sjoerd Oomen, Leon de Graaf |
| Madame Thénardier            | Simone Kleinsma, Irene Kuiper | Marjolein Algera | Ellen Pieters |
| Alternate Madame Thénardier  | Irene Kuiper, Doris Baaten | - | - |
| Understudy Madame Thénardier | Doris Baaten, Betty Vermeulen | Kirsten Cools, Hilke Bierman, Daniëlle Veneman | Saskia Schäfer, Kim Reizevoort |
| Gavroche                     | Oren Schrijver, Jorge Verkroost, Roon Staal, Floris van der Linden, Bouk Bouwmeeser, Merijn De Jong, Max Fossen, Spike Huisman, Bastiaan Korving, Bram Schouw, Peter van der Leeuw, Matijs Wessels, Pieter Pas, Hank van Tulder, Remko ter Riet, Tijs Wessels, Tobias Hendriksen, Bas Sondervan, Gerrit Pieter Heida, Sven van het Oosten, Jeroen Bleiksloot, Willem Dekker, Bas van Gils, Andreas van Leeuwen, Michaël Deinema, Paul Koster, Tommie Hattink, Kim IJspeert, Marjolein Spijkers (us) en Wilma Bakker (us) | Max de Boer, Enzo Coenen, Rick Mackenbach, Tom van Marrewijk, Vinni Peverelli, Wytze de Swart, Bram Zoontjes, Max van Alphen, Melle Berendse, Ruben Renet en Veerle Casteleyn (us*)                                           | Luca van Ammers, Carlos Amno, Noah Fontijn, Max Roest, Aïden Joshua Maij, Roman Perrier, Ruben Philips, Waylon Elzer, Tobias Tuit, Max Geevers en Janne Kolpa (us)                                         |
| Kleine Cosette               | Dewi Douwes, Nikki Fossen, Kim La Croix, Rosa Schogt, Anne Catrien Smits, Tae Soon Meddens, Esther Bootsma, Natasha van Waardenburg, Manon van der Meer, Astra Tjon a Tjen, Karina Kombrink, Joyce Durville, Denise Tollens, Lieneke Kroon, Leonie Klaver, Fleur Heegstra, Marije van der Knaap, Anne-Minke Meijer, Steffie van de Wier, Charlotte Overbosch, Bianca Sabbé, Madelief Kok, Bonnie de Vries en Heleen Heeris                                                                                               | Irina Wustenfeld, Zilver Dudink, Melissa Groeneveld, Tara Hetharia, Valerie Pos, Gaby Smidt, Rosa Tieman, Zala de Casparis, Melissa Hoogeveen, Marit van der Hor, Alyssa Kerskes, Roxy Krijgsman en Liselotte Wilberink       | Liva van der Hoeven, Frédérique van Baarsen, Julia Warga, Nora Schustow, Amy Pontjodikromo, Elin van der Hoeven, Elise-Lotte de Bree en Jazmin Yo-An Timisela                                              |
| Kleine Éponine               | Chantal Koppe, Noortje Terwind, Nina Idouri, Nikitsa Jovanovic, Nina Dongen, Sarah de Wit, Anouk van Grevenhof, Nicole van Tuyll, Floortje Boon, Wietse Eshuis, Charon Aarts, Jalil Labjaoui, Floor Deinema, Priscilla Bakker, Ella Boelens, Eline van Diggelen, Maaike Roele, Bonnie Luyten, Joyce van Tuyl, Kelly Robertson, Erin Leonard, Sindy Lucassen, Maria Westerhuis, Froukje de Vries en Annelies Eichholtz | Denise Dietzel, Alanis Blom, Elaine Hakkaart, Samantha Klaren, Richelle Plantinga, Gaby Visscher, Nori de Winter, Nicole van Dorp, Bibiche Pompe, Amber de Rooij, Quinty Stok, Sonja Verhoeven, Sua Wilschut en Gaby Visscher | Jasmin Feldman, Emi van der Meer, Aivy van den Berg, Fenne Windgassen, Elise-Lotte de Bree, Jazmin Yo-An Timisela, Elora Vermeer, Olivia Ipek van der Tweel, Jaime-Lee Rose Biervliet en Lauren Fuijkschot |
| ENSEMBLEROLLEN:              | | | |
| Geketenden/Dwangarbeiders    | Robert Valter, Erik Milo*, Peter De Smet, Dennis Kivit, Uwe Kröger | Dirk Postma, Rutger Bulsing, Remko Harms, Marcel Visscher, Jochem Feste Roozemond | Dirk van den Brand, Yoran de Bont, Jary Sluijter, Yoshua van den Broek, Joost van der Aa |
| Arbeider                     | Stanley Burleson | Marcel Visscher | Sem van der Hijden |
| Herbergiersvrouw             | Margot Giselle | Michelle Splietelhof | Janne Kolpa |
| Herbergier                   | Arthur Schlemper, Filip Bolluyt | Jochem Feste Roozemond | Yoran de Bont |
| Bisschop van Digne           | Bert Luttjeboer, Alberto ter Doest (us) | Guido Gottenbos | Rick Zwart, Sjoerd Oomen (us), Pepijn van Bokhoven (us) |
| Politieagenten               | Rik Luycx, Thomas Hurter | Gerben Grimmius, Jurko van Veenendaal | Leon de Graaf, Brecht van Arnhem |
| Ploegbaas                    | Erik Milo*, Bas Groenenberg, Arnold Le Belle | Richard Spijkers | Sjoerd Oomen, Joost van der Aa (us), Yoshua van den Broek (us) |
| Fabrieksmeisje               | Maya Hakvoort, Marjolein Keuning, Wilma Bakker | Michelle Splietelhof | Isaura Kuyt, Kim Reizevoort (us), April van Amelsvoort (us) |
| Matrozen                     | Uwe Kröger, Robert Valter, Dennis Kivit | Marcel Visscher, Pieter van Nieuwenhuyze, Pieter Klinck | Yoshua van den Broek, Yoran de Bont, Jary Sluijter |
| Oude vrouw 1                 | Irene Kuiper, Delia Mayer | Janneke van Duijnhoven | Donna-Jo Aarts, Sanne den Besten (us) |
| Oude vrouw 2                 | Doris Baaten, Delia Mayer | Hilke Bierman | Annefleur van den Berg |
| Pooier                       | Thomas Hurter, Dennis Kivit | Jochem Feste Roozemond | Leon de Graaf |
| Bamatabois                   | Peter De Smet, Stanley Burleson (us), Rik Luycx (us) | Jurko van Veenendaal | Dirk van den Brand, Pepijn van Bokhoven (us), Joost van der Aa (us) |
| Legerofficier                | Alberto ter Doest | Niels Jacobs | Daan van Dalen, Niels Bouwmeester, Ronald Jorritsma |
| Mevrouw                      | Lizzy Haslinghuis | Kirsten Cools | Saskia Schäfer |
| Montparnasse                 | Stanley Burleson, Rick Somsen | Marcel Visscher | Leon de Graaf |
| Babet                        | Rik Luycx | Gerben Grimmius | Joost van der Aa |
| Brujon                       | Robert Valter | Guido Gottenbos | Sjoerd Oomen |
| Claquesous                   | Thomas Hurter, Dennis Kivit | Jochem Feste Roozemond | Pepijn van Bokhoven |
| Combeferre                   | Bas Groenenberg, Arnold Le Belle | Dirk Postma | Yoshua van den Broek |
| Feuilly                      | Uwe Kröger, Greg Shand | Remko Harms | Sem van der Hijden |
| Courfeyrac                   | Erik Milo*, Edwin de Jongh | Jurko van Veenendaal | Dirk van den Brand |
| Joly                         | Dennis Kivit, Rolf Koster | Pieter Klinck | Jary Sluijter |
| Grantaire                    | Peter De Smet, Arthur Schlemper (us), Bert Luttjeboer (us), Filip Bolluyt (us), Stanley Burleson (us), Thomas Hurter (us) | Rutger Bulsing | Yoran de Bont, Leon de Graaf (us), Joost van der Aa (us) |
| Lesgles                      | Bert Luttjeboer, Alberto ter Doest (us) | Richard Spijkers | Rick Zwart |
| Jean Prouvaire               | Arthur Schlemper, Filip Bolluyt | Pieter van Nieuwenhuyze | Brecht van Arnhem |

* Nooit gespeeld

### België
In 1998-1999 werd Les Misérables in de stadsschouwburg van Antwerpen in Vlaanderen opgevoerd. Hans Peter Janssens speelde de hoofdrol. Hij kreeg de titel "langst spelende Jean Valjean" voor zijn prestaties op West End (2000-2003) en speelde van 2006 tot en met 21 juni 2008 Javert in het Queens Theatre in Londen.
| Rol                          | 1998-1999 | 2023-2024                                                                         |
| ---------------------------- | --- | --------------------------------------------------------------------------------- |
| Jean Valjean                 | Hans Peter Janssens | Milan van Waardenburg                                                             |
| Understudy Jean Valjean      | Ton Peeters, Marc Dollevoet | Dirk van den Brand, Yoran de Bont                                                 |
| Javert                       | Jan F. Danckaert | Nordin De Moor                                                                    |
| Understudy Javert            | Rob van der Meule, Jeroen van Delft | Yoran de Bont, Yoshua van den Broek                                               |
| Marius                       | Rein Kolpa | Michael Muyderman                                                                 |
| Understudy Marius            | David Verbeeck, Jan Schepens, Robbert Besselaar | Brecht van Arnhem, Jary Sluijter                                                  |
| Cosette                      | Deborah Dutcher | Sem Gerritsma                                                                     |
| Understudy Cosette           | Sigrid van Coillie, Hilde Van Wesepoel | Pamela Kroes, Lisanne Veeneman                                                    |
| Fantine                      | Hilde Norga, Stephanie H. Tschöppe | Channah Hewitt                                                                    |
| Understudy Fantine           | Brigitte Derks, Nicole Hermans | Isaura Kuyt, Pamela Kroes                                                         |
| Éponine                      | Chadia Cambie, Sandra Kim | Ianthe Tavernier                                                                  |
| Understudy Éponine           | Kietje Sewrattan, Maudy Bremer | Janne Kolpa, April van Amelsvoort                                                 |
| Enjolras                     | Addo Kruizinga | Mark Roy Luykx                                                                    |
| Understudy Enjolras          | Jan Schepens, Gert-Jan Heuvelmans, Robbert Besselaar | Yoshua van den Broek, Sem van der Hijden                                          |
| Thérnardier                  | Marc Lauwrys, Stefan Hamblok | Jonas Van Geel                                                                    |
| Understudy Thénardier        | Guido Naessens, Stefan Hamblok | Sjoerd Oomen                                                                      |
| Madame Thérnardier           | Daisy Thys | Goele De Raedt                                                                    |
| Understudy Madame Thénardier | Emkay Sikora, Nicole Hermans | Kim Reizevoort                                                                    |
| Gavroche                     | David Busschots, Thijs de Bree, Filip De Ceuster, Jelle Cleymans, Stefaan Colman, Jonathan Demoor, Jo Hens, Toon Hens en Nathan Horemans                               | Viktor Kryeziu, Matte Geirnaert, Mauro Degroote, Noah Fontijn en Janne Kolpa (us) |
| Kleine Cosette               | Yaiza Alayon, Clara Cleymans, Isabelle Dumortier, Sophie Jaspers, Ruth Kennive, Eline Primusz, Marion Streulens, Ianthe Tavernier, Céline Verbeeck en Evelyne Willaert | Jeanne Herbots, Leonie Gysen en Elise-Lotte de Bree                               |
| Kleine Éponine               | Melodie Arts, Evelyn Busschots, Marjan Codde, Lore Depooter, Stephanie van Gaal, Eline Ganseman, Leen Geentjens, Sara Gracia, Ulrike de Maeseneire en Daphne Paelinck  | Nayah Bertels, Yasmine Huyghe en Elora Vermeer                                    |

### Nederland en België in 2023
De musical werd in Nederland voor de derde keer opgevoerd in een aantal theaters door het hele land, maar ook in België. Op 5 maart vond de grote galapremière van de vernieuwde versie van Les Misérables plaats in Koninklijk Theater Carré in het bijzijn van Cameron Mackintosh. Vanaf 23 april waren er nog optredens in respectievelijk het Theater aan het Vrijthof in Maastricht, schouwburg Orpheus in Apeldoorn, Martiniplaza in Groningen, World Forum in Den Haag, het Chassé Theater in Breda, het Amsterdamse Carré, het Nieuwe Luxor Theater in Rotterdam, Parktheater Eindhoven, Stadsschouwburg Antwerpen, Theater Heerlen, het Capitole in Gent, in januari 2024 afsluitend in de Stadsschouwburg in Antwerpen.

#### Andere landen
De musical is opgevoerd in Japan, Israël, Hongarije, Australië, IJsland, Noorwegen, Oostenrijk, Canada, Polen, Zweden, Denemarken, Nieuw-Zeeland, Tsjechië, Spanje, Ierland, Bermuda, Malta, Filipijnen, Mauritius, Singapore, Duitsland, Korea, Zuid-Afrika, Finland, Argentinië, Brazilië, Estland, China en Mexico. Les Miserables is in totaal in 21 talen opgevoerd.

## Muziekopnamen

### Engelse taal
Er zijn enkele noemenswaardige muziekopnamen van Les Misérables verkrijgbaar in het Engels. De vier bekendste opnamen zijn: de originele Londense versie, de originele Broadway-versie, de concertversie ter ere van de tiende verjaardag van Les Mis en de volledige symfonische versie.

#### Originele Londense versie
De originele Londense versie was de eerste muziekopname van Les Mis in het Engels. Deze versie is opgenomen in 1985, toen deze musical "onofficieel" in wereldpremière ging. De officiële wereldpremière was in Parijs, maar aangezien deze productie flopte, wordt de originele Londense versie door velen als "de eerste echte" Les Misérables gezien.

#### Originele Broadway versie
De originele versie van Broadway is opgenomen in 1987, twee jaar na opnames van de originele Londense versie. Verschillende liedjes zijn aangepast. Die aanpassing is nog steeds te merken in de huidige versies van Les Mis. Net als bij de originele Londense versie zijn niet alle liedjes opgenomen in het album, omdat deze belangrijk zijn voor de plot (bijvoorbeeld Fantine's Arrest, The Runaway Cart, The Final Battle). Beide versies laten dezelfde liedjes achterwege op hun cd's.

#### Concertversie
Deze versie was de opname van een concert van Les Misérables uit 1995, ter ere van het tienjarig bestaan van de Engelse Les Misérables (de originele versie uit Parijs niet meegerekend). Omdat het een concert betreft, werden alle liederen "live" ten gehore gebracht. Dit zorgde ervoor dat de opname van het concert anders overkwam dan de andere opnames die geregistreerd werden in een opnamestudio. Ook zong een koor mee om de ziekte aids onder de aandacht te brengen. De liederen werden achter elkaar opgenomen, zonder pauzes en in één keer. Het album bevat ook toespraken, die deel uitmaakten van het concert. Net als in de voorgaande versies werden bepaalde liederen niet gezongen, mede omdat sommige moeilijk waren om te zingen (bijvoorbeeld liedjes uit de hoofdplot, the Robbery).
De cast van deze concertversie bestond uit: Colm Wilkinson als Valjean, Philip Quast als Javert, Ruthie Henshall als Fantine, Alun Armstrong als Thénardier, Jenny Galloway als Madame Thénardier, Lea Salonga als Éponine, Adam Searles als Gavroche, Hannah Chick als de jonge Cosette, Michael Ball als Marius, Michael Maguire als Enjolras, Judy Kuhn als Cosette en Anthony Crivello als Grantaire.

#### Volledige symfonische versie
De volledige symfonische versie werd opgenomen in 1988 en uitgebracht in 1990. Deze opname is tot op heden de enige Engelse versie waarin alle muziek uit de musical op cd is uitgebracht. De andere versie betreft een Tsjechische productie. Cameron Mackintosh was eerst van plan de Australische cast voor deze versie te gebruiken. Hij kwam later op het idee om hiervoor internationale castleden van over de hele wereld te kiezen. Deze versie werd op drie plaatsen in de wereld opgenomen.
Het album, geproduceerd door David Caddick, won in 1991 een Grammy Award voor de "Best Musical Cast Show Album". De cast bestond uit Gary Morris als Valjean, Philip Quast als Javert, Debra Byrne als Fantine, Gay Soper als Madame Thénardier, Barry James als Thénardier, Kaho Shimada als Éponine, Michael Ball als Marius, Anthony Warlow als Enjolras en Tracy Shayne als Cosette.

## Nominaties en prijzen

### Plays and Players London Theatre Critics' AwardsLonden(1985)
- Plays and Players London Theatre Critics' Award voor beste nieuwe musical - 11 van de 23 nominaties waren voor Les Misérables.

### Tony AwardsBroadway(1987)
- Tony Award voor beste musical (gewonnen)
- Tony Award voor beste libretto - Claude-Michel Schönberg en Alain Boublil (gewonnen)
- Tony Award voor beste originele muziek - Claude-Michel Schönberg, Alain Boublil en Herbert Kretzmer (gewonnen)
- Tony Award voor beste mannelijke hoofdrol in een musical - Terrence Mann
- Tony Award voor beste mannelijke hoofdrol in een musical - Colm Wilkinson
- Tony Award voor beste mannelijke bijrol in een musical - Michael Maguire (gewonnen)
- Tony Award voor beste vrouwelijke bijrol in een musical - Frances Ruffelle (gewonnen)
- Tony Award voor beste vrouwelijke bijrol in een musical - Judy Kuhn
- Tony Award voor beste set voor een musical - John Napier (gewonnen)
- Tony Award voor beste kostuums voor een musical - Andreane Neofitou
- Tony Award voor beste belichting voor een musical - David Hersey (gewonnen)
- Tony Award voor beste regie van een musical - Trevor Nunn en John Caird (gewonnen)

### John Kraaijkamp Musical AwardsRotterdam(2008)
- John Kraaijkamp Musical Award voor beste mannelijke hoofdrol in een grote musical - Wim van den Driessche
- John Kraaijkamp Musical Award voor beste mannelijke hoofdrol in een grote musical - René van Kooten (gewonnen)
- John Kraaijkamp Musical Award voor beste vrouwelijke bijrol in een grote musical - Marjolein Algera
- John Kraaijkamp Musical Award voor beste mannelijke bijrol in een grote musical - Jamai Loman (gewonnen)
- John Kraaijkamp Musical Award voor aanstormend talent - Freek Bartels (gewonnen)
- John Kraaijkamp Musical Award voor beste lichtontwerp - David Hersey en Richard Pacholski (gewonnen)
- John Kraaijkamp Musical Award voor beste script - Alain Boublil en Jean- Marc Natel[9]

### John Kraaijkamp Musical Awards(2009)
- ANWB Publieksprijs - beste grote musical

Voor een prijs in de categorie Grote Musical moeten minimaal twaalf leden van de cast op het podium staan.

## Trivia
- Deze musical zorgde in de jaren tachtig samen met andere musicals als Cats, The Phantom of the Opera en Miss Saigon voor een flinke toestroom van mensen naar Broadway.
- De afbeelding die onafscheidelijk verbonden is met dit werk is de afbeelding van Cosette. Meestal is ze te zien van schouder tot hoofd met op de achtergrond de Franse vlag. Deze afbeelding is gebaseerd op het werk van Emile Bayard, die in het originele boek van Les Misérables uit 1862 te vinden is.

## Discografie

### Albums
| Album met eventuele hitnotering(en) in de Nederlandse Album Top 100 | Datum van verschijnen | Datum van binnenkomst | Hoogste positie | Aantal weken | Opmerkingen                         |
| ------------------------------------------------------------------- | --------------------- | --------------------- | --------------- | ------------ | ----------------------------------- |
| Les Misérables                                                      | 1991                  | 18-05-1991            | 13              | 11           | Soundtrack Nederlandse musical 1991 |
| Les Misérables                                                      | 2008                  | 05-07-2008            | 11              | 19           | Soundtrack Nederlandse musical 2008 |

| Album met hitnotering(en) in de Vlaamse Ultratop 200 albums | Datum van verschijnen | Datum van binnenkomst | Hoogste positie | Aantal weken | Opmerkingen                        |
| ----------------------------------------------------------- | --------------------- | --------------------- | --------------- | ------------ | ---------------------------------- |
| Les Misérables                                              | 1998                  | 08-08-1998            | 3               | 13           | Soundtrack originele Broadway cast |

'14-'18 · '40-'45 (België) · '40-'45 (Nederland) · 1830 · De 3 Biggetjes · 3 Musketiers · Aida · Albert I · Alice in Wonderland · A xXxmas Carola · Anatevka · Assepoester · Belle en het Beest · Billie Holiday · Bloedbroeders · The Bodyguard · Cabaret · Camelot · Cats · Chicago · Ciske de Rat · Cyrano de Bergerac · De Schone van Boskoop · Daens · Damiaan · Dirty Dancing · Doe Maar! · Domino · Doornroosje · Dracula · Drood · Elisabeth · Evita · Fame · De Finale · Flashdance · Foxtrot · Goodbye, Norma Jeane · Grease · Hair · High School Musical · De Jantjes · Jeanne d'Arc · Jekyll & Hyde · Jersey Boys · Jesus Christ Superstar · Kadanza · De kleine zeemeermin · Koning van Katoren · Kruimeltje · Kuifje: De Zonnetempel · Kunt u mij de weg naar Hamelen vertellen, mijnheer? · The Last Five Years · Lelies · The Lion King · The Little Mermaid · Love Story · Lover of Loser · Mamma Mia! · De man van La Mancha · Marie-Antoinette · Mary Poppins · Les Misérables · Miss Saigon · Muerto! · De Muze van Rubens · My Fair Lady · On Your Feet! · Op hoop van Zegen · Oorlogswinter · The Passion · Pauline & Paulette · The Phantom of the Opera · Pinokkio · Red Star Line · Rembrandt · Robin Hood · Romeo en Julia, van Haat tot Liefde · De Rozenoorlog · Rubens · Shhh...it happens! · Shrek · Soldaat van Oranje · Spring Awakening · De sprookjesmusical Klaas Vaak · Sneeuwwitje · The Sound of Music · Tarzan · Titanic · Turks fruit · Urinetown · De Vliegende Hollander · Wat Zien Ik?! · Wicked · The Wild Party · The Wiz · Wickie de viking de musical
    Portaal Musical